# Zé Roberto
José Roberto da Silva Jr. poznat kao "Zé Roberto" (Ipiranga, Brazil, 6. srpnja 1974.) je bivši brazilski nogometaš. Igrao je na poziciji veznog igrača.

## Karijera

### Klupska karijera
Zé Roberto je profesionalnu karijeru započeo 1994. u Portuguesu, gdje je proveo tri godine i odigrao 61 utakmicu. Ukupno je igrao u devet klubova u četiri države Brazilu, Španjolskoj,  Njemačkoj i Kataru. Igrao je redom za Portuguesa, Real Madrid, Flamengo, Bayer Leverkusen, Bayern München, Santos, ponovo za Bayern München, Hamburger SV, Al-Gharrafu, Grêmio i trenutno je član Palmeirasa.

### Reprezentativna karijera
Članom reprezentacije Brazila postao 1995. godine, te je dva puta sudjelovao na Svjetskim prvenstvima 1998. u Francuskoj-u i 2002. u Južnoj Koreji i Japanu.

## Uspjesi
Njemačka
- Bayern München
  - Njemačka nogometna Bundesliga: 2003., 2005., 2006., 2008.
  - DFB-Pokal: 2003., 2005., 2006., 2008.
  - Liga-Pokal: 2004., 2007.

Španjolska
- Real Madrid
  - La Liga: 1997.
  - Supercopa de España: 1997.

Brazil
- Santos
  - Paulista Championship: 2007.

Katar
- Al-Gharrafa
  - Emir of Qatar Cup: 2012.

Brazilska nogometna reprezentacija
- Copa America: 1997., 1999.
- FIFA Konfederacijski kup: 1997., 2005.

## Vanjske poveznice
- Statistika u njemačkoj ligi